# ASC Ittihad Assaba
ASC Ittihad Assaba ist ein mauretanischer Fußballverein aus Kiffa, einer Stadt aus der Assaba Region. Früher hieß der Verein ASC Assaba.

## Geschichte

### 2012/13
Nach Abschluss der Saison belegte der Verein den sechsten Platz und konnte mit 34 Punkten einen gesicherten Platz im Mittelfeld der Tabelle erreichen.

### 2013/14
In der Saison 2013/14 wurde ein neues System eingeführt, in der es zwei Gruppen gibt, Assaba wurde dabei der Gruppe A zugeteilt. Dort belegten sie am Saisonende den fünften Platz, hatten elf Punkte und konnten die Klasse erneut halten, diesmal hatten sie jedoch nur einen Punkt Abstand zum Relegationsplatz, Rekordmeister AS Garde Nationale musste den Gang in die Abstiegsrunde antreten.